# Souvenir (Miranda!)
Souvenir è l'ottavo album in studio del gruppo musicale argentino Miranda!. Inizialmente previsto per il 2020, la pubblicazione è slittata al 7 maggio 2021 a causa della pandemia di COVID-19. È stato il terzo album del gruppo ad essere pubblicato dalla Sony Music.

## Descrizione
L'album è stato prodotto come i precedenti dal cantante del gruppo Alejandro Sergi insieme a Cachorro López, per alcune tracce in collaborazione con Gabriel Lucena. Il disco contiene dieci tracce di cui due realizzate in collaborazione: una con il gruppo musicale indie rock spagnolo Sidonie (Me gustas tanto) e una con la cantante elettropop cilena Javiera Mena (Entre las dos).
I primi singoli estratti, Me gustas tanto e Un tiempo, sono stati pubblicati rispettivamente nel luglio e ne dicembre 2019, quando ancora la pubblicazione del disco era prevista per l'anno successivo. A causa dell'arrivo della pandemia di COVID-19 in Argentina, la pubblicazione fu rimandata al 2021, ma nel frattempo il gruppo continuò a pubblicare come singoli i brani che sarebbero poi andati a comporre il disco: Casi feliz, brano che ha composto la colonna sonora della omonima serie televisiva prodotta per Netflix fu pubblicato il successivo 1 maggio 2020, mentre sempre nel corso del 2020 uscirono Luna de papel (ad agosto) e, in duetto con Javiera Mena, Entre las do (a dicembre).

## Accoglienza
Il disco è stato considerato prevalentemente un lavoro pop e elettropop, ma contenente elementi di diversi altri generi come la house, la dancehall, il synth pop e la dub. Il cantante Alejandro Sergi, durante un'intervista di presentazione dell'album ha definito questo lavoro come "l'inizio di una terza vita" del gruppo, in quanto corrisponde con l'avvio della terza decade di attività del gruppo formatosi nel 2001. Ha inoltre dichiarato che l'album è stato realizzato prevalentemente utilizzando software per la realizzazione di musica elettronica, e gli unici strumenti musicali utilizzati per l'incisione dei brani sono stati la batteria acustica, il basso elettrico pochissima chitarra. Sempre Sergi ha aggiunto che "non è un nuovo inizio, ma una revisione dell'intera carriera. In ogni album abbiamo sempre cercato di proporre qualcosa di differente, stavolta abbiamo voluto fare le stesse come, ma al meglio". Anche le tematiche sono simili a quelle generalmente trattate dal gruppo, come ad esempio l'amore e le relazioni sociali, ma proposte con un clima più riflessivo e meno impulsivo.
Agustín Gómez Cascales, autore di Shangay, ha apprezzato il disco per la sua "luminosità" e per "la forza dei suoi ritornelli", dandogli 4 stelle su 5 e definendolo "una nuova consegna di brani pop frizzanti e squisiti".
L'album ha vinto il Premios Gardel nel 2022 come "Best Pop Group Album", sesta vittoria in questa sezione per i Miranda!.

## Tracce
1. Por amar al amor – 3:48 (Alejandro Sergi, Cachorro López)
2. Caía la noche – 3:11 (Alejandro Sergi, Cachorro López, Juliana Gattas)
3. Me gustas tanto (feat. Sidonie) – 3:40 (Alejandro Sergi)
4. Entre las dos (feat. Javiera Mena) – 3:24 (Alejandro Sergi, Javiera Mena, Juliana Gattas)
5. Luna de papel – 3:29 (Alejandro Sergi, Cachorro López)
6. No es lo que parece – 3:25 (Alejandro Sergi, Javiera Mena, Juliana Gattas)
7. Un tiempo – 3:14 (Alejandro Sergi)
8. En el bar – 3:42 (Alejandro Sergi)
9. Que no pare – 2:57 (Alejandro Sergi, Cachorro López, Juliana Gattas, Gabriel Lucena)
10. Casi feliz – 3:07 (Alejandro Sergi)

Durata totale: 33:57

## Riconoscimenti
- 2022 - Premios Gardel come Best Pop Group Album[10]

## Formazione
- Alejandro Sergi - voce, produzione, composizione, tastiere, chitarra, programmazione
- Juliana Gattas - voce, composizione (tracce 2, 4, 6, 9)

Altri musicisti
- Sidonie - voce (traccia 3)
- Javiera Mena - voce, programmazione, composizione (traccia 4)
- Gabriel Lucena - basso (traccia 4), programmazione (traccia 9), tastiere (traccia 9), composizione (traccia 9), produzione (traccia 9)
- Ludo Morell - batteria (traccia 10)
- Cachorro López - programmazione (tracce 1, 2, 4, 5, 6, 8, 9), tastiere (tracce 1, 2, 4, 5, 6, 8, 9), produzione
- Sebastián Schon - programmazione (tracce 2, 4, 6, 7), tastiere (2, 4, 6, 7)
- César Sogbe - mixing
- Brad Blackwood - mastering
- Alejandro Ros - desing grafico
- Demian Nava - programmazione (tracce 1, 2, 4, 6, 9)